# Премия имени Салавата Юлаева
Премия имени Салавата Юлаева (Премия им. Салавата Юлаева, Республиканская премия имени Салавата Юлаева, официальные названия — Премия Башкирской АССР имени Салавата Юлаева за лучшие произведения и работы в области литературы, искусства и исполнительского мастерства (1967—1991), Государственная премия Республики Башкортостан имени Салавата Юлаева за лучшие произведения литературы, искусства и архитектуры (с 1991)) — высшая награда Башкортостана в области искусства. Присваивается с 1967 года. До 1991 года награждали, как правило, по двое лауреатов.
Лицам, удостоенным Государственной премии Республики Башкортостан имени Салавата Юлаева, присваивается звание «Лауреат Государственной премии Республики Башкортостан имени Салавата Юлаева», вручается Диплом лауреата и Почетный нагрудный знак.

## О премии
Премии присуждаются:
а) в области художественной литературы — за произведения литературы во всех её видах и жанрах (проза, поэзия, драматургия, публицистика, детская литература, литературоведение и критика, художественный перевод);
б) в области изобразительного искусства — за произведения живописи, скульптуры, графики, декоративного и прикладного искусства и работы по искусствоведению;
в) в области музыкального искусства — за музыкальные произведения крупных и малых форм, высокую концертно — исполнительскую деятельность, а также за работы по музыковедению;
г) в области театрального искусства и хореографии — за работы композиторов, режиссёров, дирижёров, балетмейстеров, хормейстеров, артистов, либретто и художников в постановках музыкальных, драматических, детских театров, оригинальных композиций, массовых зрелищ, а также за исследовательские работы в области театрального искусства и хореографии;
д) в области киноискусства — за произведения кинематографии во всех её видах (художественной, документальной, научно — популярной, мультипликационной), за работу режиссёров, композиторов, сценаристов, артистов, операторов и художников;
е) в области архитектуры — за архитектурные произведения в области градостроительства, за архитектуру гражданских, промышленных и сельских зданий и сооружений.
Согласно статуту, на соискание Государственной премии Республики Башкортостан имени Салавата Юлаева могут выдвигаться произведения литературы, искусства, научные труды и архитектурные сооружения, созданные (напечатанные, публично исполненные, сооруженные) не более чем за два года со дня выдвижения. Причем произведения литературы, работы по литературоведению и критике, искусствоведению и эстетике, а также исследования по архитектуре и хореографии могут быть выдвинуты на соискание премии только после опубликования в печати в законченном виде, а произведения и работы изобразительного искусства — после широкого общественного ознакомления с ними на выставках, в печати, на концертах и в театрах и кинотеатрах; работы в области архитектуры могут быть выдвинуты лишь после сдачи в эксплуатацию здания, сооружения или комплекса зданий и сооружений. Кандидатуры, представленные на соискание Государственной премии Республики Башкортостан имени Салавата Юлаева за многолетнюю деятельность, к рассмотрению не принимаются. Работы, ранее удостоенные (или представленные на соискание) Ленинской премии, Государственных премий Российской Федерации и Республики Башкортостан, на соискание Государственной премии Республики Башкортостан имени Салавата Юлаева не выдвигаются. Авторский коллектив, представляемый на соискание Государственной премии Республики Башкортостан имени Салавата Юлаева должен включать лишь основных авторов, чей творческий вклад был решающим. Включение в состав коллектива соискателей лиц по признаку административной, консультативной и организационной работы не допускаются. Число соискателей не должно превышать, как правило, 5 человек.

## Из истории премии
Первое награждение премии состоялось 25 октября 1967 года в честь 50-летия Октября, с 1968 года присуждались ко дню образования БАССР в марте.
Постановления бюро Обкома КПСС БАССР и Совета Министров БАССР подписывались секретарем обкома КПСС и Председателем Совета Министров, с 1992 года — Председателем Верховного Совета и Председателем Совета Министров, с 1994 года лауреаты определяются Указом Президента Республики Башкортостан. Предварительно выдвигаются кандидатуры, идет обсуждение в прессе, после чего из них выбираются наиболее достойные. Согласно «Положению о премии…», перечень произведений и работ, принятых комиссией к рассмотрению с указанием их авторов или исполнителей и выдвигающих их организаций, публикуется в республиканских газетах после окончания приема этих работ.
Произведения, работы, рассматриваемые Комиссией, должны всесторонне обсуждаться в печати, в телерадиопередачах, на собраниях общественности, в трудовых и учебных коллективах, на заседаниях ученых, художественных, редакционно — издательских советов, в творческих и других общественных организациях. Обсуждения должны носить демократический, дискуссионный характер, позволяющий открыть, выявлять мнения и оценки широкой общественности. Материалы этих обсуждений, отзывы, замечания и предложения направляются в Комиссию. Члены комиссии знакомятся с выдвинутыми на соискание Государственной премии работами, изучают общественное мнение и затем на заседании Комиссии рассматривают и отбирают наиболее достойные произведения для принятия окончательного решения.
Единственным исключением из принятого правила присуждения после народного обсуждения стало награждение народного поэта Башкортостана Сайфи Кудаша.
Первыми лауреатами стали прославленные Файзи Гаскаров, башкирский танцовщик и хореограф, писательница Хадия Давлетшина (посмертно), поэт Мустай Карим, композитор Загир Исмагилов.
За историю премии её лауреатами стали почти 150 человек и только раз наградили коллектив. Им стал знаменитый Государственный академический ансамбль народного танца им. Файзи Гаскарова — «гаскаровцы», ученики и последователи первого лауреата премии имени Салавата Юлаева.